# 김나연 (치어리더)
김나연(1999년 5월 7일 ~ )은 대한민국의 여성 치어리더이다.